# 후토마니

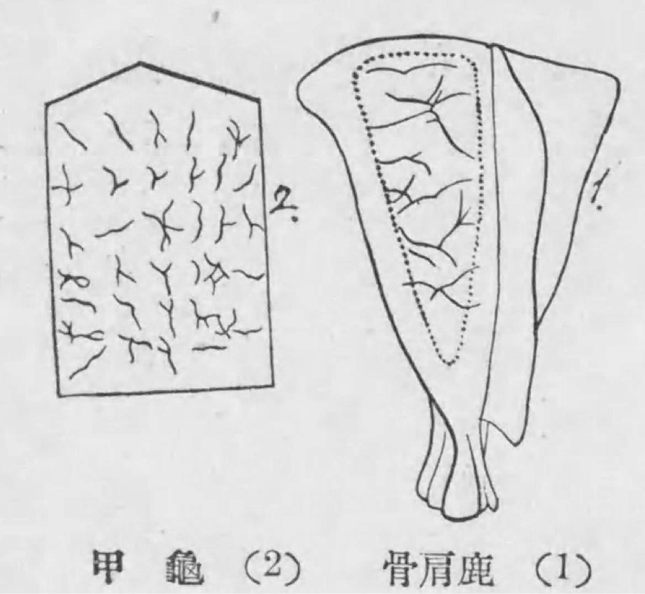
귀복(龜卜)에 씐 거북 배딱지 [왼쪽 ("甲龜 (2)")]과 후토마니(太占)에 씐 사슴 어깨뼈 [오른쪽 ("骨肩鹿 (1)")].

후토마니(일본어: 太占 / 한국 한자: 太占 (태점))는 점복의 일종이고 '太兆' (후토마니)[*](한국 한자: 太兆 (태조))나 '布斗麻邇' (후토마니)[*](한국 한자: 布斗麻邇 (포두마이))로도 표기한다.

## 개요
수사슴 어깨뼈를 '하하카(波波迦)'(가니와자쿠라·가바자쿠라·간바 등으로도 불리고 일본귀룽나무의 옛 이름)의 껍질 숯불에 구워서 그 '마치가타(町形)'(뼈 겉에 날 균열 모양)에 의하여 점친다(《고사기(古事記)》 아메노 이와야토(天石屋戶)의 단). 사슴 뼈를 씀으로 '시카우라(鹿占)'로도 일칼어진다. '후토'는 미칭이다.
고대 일본에 있어서 해해졌다. 《고사기》에서는 이자나키노 미코토(伊弉諾尊)와 이자나미노 미코토(伊弉冉尊)가 국토를 생성했을 때에 어쩌면 좋은 아이를 얻을 수 있은가고 물은바, 아마쓰 가미(天津神)가 후토마니로 점쳐서 알려 줬다고 보이다. 《위지왜인전(魏志倭人傳)》에서 "뼈를 굽기로써 길흉을 점친다(灼骨而卜 以占吉凶)"라고 하기는 이 후토마니로 삼아진다.
뒤에 이르러서 중국에서 귀복(龜卜)의 방법이 전해졌으니, 그것을 신기관(神祇官)의 우라베씨(卜部氏)기 관장해서 후토마니는 쇠퇴해 버렸다. 그러나, 오늘날에서도 도교도(東京都)에 있는 무사시 미타케 신사(武藏御嶽神社)와 군마현(群馬縣)에 있는 누키사키 신사(貫前神社)에서만 실시되고 있다.

## 같이 보기
- 후토다마노 미코토(太玉命)
- 아마노이와토(天岩戸)
- 귀갑 수골 문자(龜甲獸骨文字)